# Greg Oden
Gregory Wayne Oden Jr. (Buffalo, 22 januari 1988) is een Amerikaans voormalig basketballer die bij voorkeur speelde als center.

## Carrière
Oden speelde highschool-basketball op Lawrence North in Indiana. Samen met zijn maatje Mike Conley Jr. ging Greg zijn college basketball spelen op Ohio State (Ohio State Buckeyes). Nadat hij met Ohio State als tweede eindigde, gaf Oden zich samen met Mike Conley Jr. op voor de 2007 NBA Draft. Oden werd als eerste gedraft door de Portland Trail Blazers. Mike Conley Jr. werd als vierde gedraft door de Memphis Grizzlies. De zaakwaarnemer van Oden was Mike Conley Sr, de vader van.
Op 13 september werd via een persconferentie bekendgemaakt dat Oden het gehele seizoen (2007-2008) moest missen vanwege een knieblessure. De center kampte met een beschadiging van het kraakbeen in zijn knie. Oden vertelde op zijn eigen blog over de knieblessure. "Tijdens mijn vakantie afgelopen zomer stond ik op van de bank en toen voelde ik een scherpe pijn in mijn knie. Ik wilde het niet vertellen, want ik wilde niet dat mensen zouden denken dat ik liep te klagen. Hij speelde in zijn tweede seizoen 61 wedstrijden waarvan 39 als starter. Hij miste meerdere wedstrijden dat seizoen door een voet- en knieblessure. Op 5 december 2009 liep hij opnieuw een zware knieblessure op en moest onder het mes waardoor hij de rest van het seizoen miste. Op 9 december 2011 maakte de Trail Blazers bekend dat het herstel langer zou duren dan verwacht, in februari onderging hij opnieuw een operatie. In maart 2012 werd zijn contract verbroken en zou hij zowel het seizoen 2011/12 als het daaropvolgende seizoen 2012/13 uitzitten om te herstellen van zijn blessure. 
Oden besloot op 3 augustus 2013 zijn carrière nieuw leven in te blazen bij toenmalig regerend NBA-kampioen Miami Heat. Hij tekende een eenjarig contract bij de club, met een optie om in het tweede jaar weg te gaan of dit bij Miami uit te dienen (Player option). In zijn eerste zou Oden 1,03 miljoen dollar verdienen, in een eventueel tweede 1,14 miljoen dollar. Op 26 augustus 2015 tekende hij een eenjarig contract bij het Chinese Jiangsu Dragons waar hij in januari vertrok. In juli 2018 speelde hij voor de Scarlet & Gray met alumni van Ohio in The Basketball Tournament. In 2016 keerde hij terug naar Ohio State om een diploma te halen wat hij deed in 2019 met een diploma Sport Industry. In 2022 werd hij sportief directeur bij Butler University bij coach Thad Matta.

## Statistieken

### Reguliere Seizoen
| Seizoen  | Team                   | WG  | WS | MPW  | 2P%  | 3P% | FW%  | RPW | APW | SPW | BPW | PPW  |
| -------- | ---------------------- | --- | -- | ---- | ---- | --- | ---- | --- | --- | --- | --- | ---- |
| 2008/09  | Portland Trail Blazers | 61  | 39 | 21,5 | 56,4 | —   | 63,7 | 7,0 | 0,5 | 0,4 | 1,1 | 8,9  |
| 2009/10  | Portland Trail Blazers | 21  | 21 | 23,9 | 60,5 | —   | 76,6 | 8,5 | 0,9 | 0,4 | 2,3 | 10,0 |
| 2013/14  | Miami Heat             | 23  | 6  | 9,2  | 55,1 | —   | 56,5 | 2,3 | 0,0 | 0,3 | 0,6 | 2,9  |
| Carrière | Carrière               | 105 | 66 | 19,3 | 57,4 | —   | 65,8 | 6,2 | 0,5 | 0,4 | 1,2 | 8,0  |

### Play-offs
| Seizoen  | Team                   | WG | WS | MPW  | 2P%  | 3P% | FW%  | RPW | APW | SPW | BPW | PPW |
| -------- | ---------------------- | -- | -- | ---- | ---- | --- | ---- | --- | --- | --- | --- | --- |
| 2008/09  | Portland Trail Blazers | 6  | 0  | 16,0 | 52,4 | —   | 66,7 | 4,3 | 0,0 | 0,3 | 0,8 | 5,0 |
| 2013/14  | Miami Heat             | 3  | 0  | 2,3  | 0,0  | —   | —    | 0,3 | 0,3 | 0,3 | 0,0 | 0,0 |
| Carrière | Carrière               | 9  | 0  | 11,4 | 52,4 | —   | 66,7 | 3,0 | 0,1 | 0,3 | 0,6 | 3,3 |